# Hernâni Borges
Hernâni José Oliveira Santos Borges (ur. 27 sierpnia 1981 w Mai) – kabowerdeński piłkarz grający na pozycji obrońcy.

## Kariera klubowa
Karierę piłkarską Borges rozpoczął w klubie Aliados Lordelo, w którym grał w sezonie 2000/2001. Następnie w sezonie 2001/2002 grał w CA Macedo Cavaleiros, a w sezonie 2002/2003 – w União SC Paredes. Na sezon 2003/2004 wrócił do Aliados Lordelo.
W 2004 roku Borges został zawodnikiem CD Trofense i w sezonie 2004/2005 grał w nim w drugiej lidze portugalskiej. W 2005 roku odszedł do CD Aves i był jego graczem do 2007 roku. W 2006 roku awansował z Aves do pierwszej ligi.
W 2007 roku Borges przeszedł do cypryjskiego Alki Larnaka, a wiosną 2008 grał w portugalskim drugoligowcu, SC Beira-Mar. Sezon 2008/2009 rozpoczął od występów w szwajcarskim FC Wil, a zakończył go na grze w CD Santa Clara. W sezonie 2009/2010 występował w FC Penafiel, a w sezonie 2010/2011 – w União Madeira. Latem 2011 podpisał kontrakt ze spadkowiczem z ekstraklasy, Leixões SC.

## Kariera reprezentacyjna
W reprezentacji Republiki Zielonego Przylądka Borges zadebiutował w 2006 roku.